# Palace Vidago Hotel
O Palace Hotel de Vidago é um hotel situado em Vidago, no município de Chaves.
Clássico e emblemático hotel das termas de Vidago, foi desenhado pelo arquitecto José Cristiano de Paula Ferreira da Costa, e construido pela A Constructora do Porto. Foi inaugurado no dia 6 de outubro de 1910, no dia a seguir à implantação da república e o exilio do rei D. Manuel II que devia ter sido presente na inauguração. Foi publicado em 5 de Março de 1912 na revista Construção Moderna.
Este hotel cujo projeto inicial, da autoria do Miguel Ventura Terra, foi recusado em 1907 por causa de custos excessivos, foi projetado no contexto otimista da Belle Époque e a Empresa das Águas de Vidago, fundada em 1870, também mandou construir o balneário (em 1916) e um conjunto de pavilhões no parque das termas; estes desenhados pelo arquitecto António da Silva Júnior, como veio publicado na Construção Moderna em 10 de Julho de 1917.
Na década de 1960, o arquiteto Jorge Meira da Costa, consultor da VMPS (Vidago, Melgaço & Pedras Salgadas) desde 1958, realiza o projeto para a piscina.
Esta infraestrutura era utilizada como complemento das actividades termais e dispunha de campos de golfe, de ténis, mini golfe, piscina entre outras actividades de lazer. Os jardins com 40 hectares, do Parque de Vidago rodeiam o edifício. À época, foi considerado o melhor hotel da Península Ibérica.
Até 1982, a VMPS pertencia aos condes de Caria, quando foi adquirida pelo empresário José de Sousa Cintra. Em  1997 foi vendida à Jerónimo Martins e em 2001 à empresa Unicer.
Já no século XXI foi remodelado pelo arquitecto Siza Vieira, tendo sido inaugurado pelo então primeiro-ministro José Sócrates em 6 de Outubro de 2010. Esta reabilitação tinha como principal objetivo conseguir a classificação de 5 estrelas, com 73 quartos e 9 suites.
Em 2010 também, o campo de golfe foi redesenhado por Cameron & Powell a partir do original de Mackenzie Ross, aumentando-se a área de 9 para 18 buracos com uma área de 6308 metros. O percurso foi totalmente reconstruído de acordo com as especificações da United States Golf Association para realização de campeonatos  internacionais.
Tem recebido inúmeros prémios como "Melhor Hotel para Casar", é o vencedor português na categoria Best Luxury Hotel SPA
No ano de 2017 foi rodada pela RTP 1 uma pequena série de 6 episódios com o nome de Vidago Palace com atores de renome como Pedro Barroso e Mikaela Lupu.